# 클라이페다 지역
클라이페다 지역(리투아니아어: Klaipėdos kraštas 클라이페도스 크라슈타스) 또는 메멜 지역(독일어: Memelland 메멜란트[*] 또는 독일어: Memelgebiet 메멜게비트[*])은 1920년 베르사유 조약으로 국제 대사 회의 관리 지역에 놓인 지역이다. 클라이페다 지역은 자르 지역이나 단치히 자유시와 함께 미래에 영토의 독일 반환 여부에 관한 국민 투표를 실시하기 전까지 국제 연맹의 통제하에 남아 있는 지역이었다. 원래는 국민 투표를 실시하려고 했는데 1923년에 리투아니아가 이 지역에 주둔하던 프랑스군을 공격하여 몰아내고 클라이페다를 국민 투표 없이 강제 점령했다. 이후 리투아니아 자치 하에 있다가 1939년 나치 독일의 최후 통첩으로 나치 독일에 반환되었다. 제2차 세계 대전 후 클라이페다는 소련이 차지하고 리투아니아 SSR의 지역으로 남아있다가 1990년 3월 11일 독립선언 소련의 붕괴에 의해 리투아니아가 독립하고 리투아니아의 영토로 귀속되었다.

## 같이 보기
- 나치 독일에 의해 합병된 지역(영어판)
- 메멜 농업당
- 클라이페다 타운
- 리투아니아-벨로루시 소비에트 사회주의 공화국
- 중앙리투아니아 공화국
- 1922년 중앙리투아니아 공화국 총선
- 빌뉴스 (리투아니아의 수도)